# Cyclura rileyi
Cyclura rileyi Stejneger, 1903 è una specie di sauro della famiglia degli Iguanidi endemica delle Bahamas, e soprattutto di tre gruppi di isole, Acklins, San Salvador e le isole Exumas, ciascuno delle quali ospita una propria sottospecie. Si tratta di un'iguana piuttosto colorata, che può presentare una pelle dai toni rossi, arancio o gialli oppure verdi, marroni o grigi, generalmente con delle macchie più scure; le colorazioni più vivaci sono riservate ai maschi. Quest'iguana è generalmente erbivora e si nutre di foglie, fiori e frutti di diverse piante. L'accoppiamento ha luogo tra maggio e giugno e le femmine depongono da 3 a 10 uova che si schiudono in settembre od ottobre. Il numero di esemplari è attualmente molto basso, in quanto la specie è stata decimata dall'introduzione di vari predatori sulle isole in cui vive, come ratti neri, procioni, cani, manguste, cinghiali e gatti, nonché dal bracconaggio. Al fine di preservare questa specie i conservazionisti stanno cercando di istituire un programma di allevamento in cattività, ma essa è attualmente classificata «in pericolo» dalla IUCN.

## Descrizione

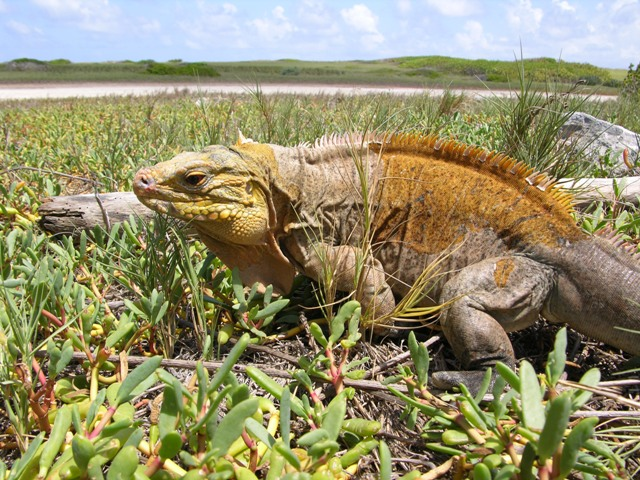
Cyclura rileyi rileyi su Low Cay.

Con una lunghezza negli adulti compresa tra i 300 e i 390 mm, coda esclusa, e un peso che può raggiungere gli 1,25 kg, Cyclura rileyi è un'iguana variopinta la cui colorazione varia da una sottospecie all'altra e persino da un individuo all'altro. Il dorso di questa lucertola varia dal rosso, arancio o giallo al verde, marrone o grigio, generalmente con delle macchie più scure. I colori molto vivaci (rosso, arancio, blu o giallo) sono in regola generale appannaggio dei maschi e sono più pronunciati quando la temperatura corporea è elevata. Gli esemplari immaturi non hanno colori vivaci, e presentano dei toni marroni o grigi con delle strisce leggermente più scure.
Questa specie, come le altre specie di Cyclura, presenta un dimorfismo sessuale ben marcato; i maschi sono più grandi delle femmine e hanno una cresta dorsale più prominente e pori femorali più grandi sulle cosce, che sono utilizzati per rilasciare feromoni.

## Biologia

### Comportamento
I maschi sono territoriali e difendono attivamente il loro territorio scacciandone gli altri maschi, ingaggiando talvolta combattimenti con loro: alcune iguane sono state viste portare addosso i segni dei morsi in seguito a questi scontri. Essi difendono inoltre le femmine presenti sul loro territorio. Le femmine non sono territoriali, ma difendono i nidi durante la loro costruzione e talvolta anche durante alcune settimane dopo la deposizione delle uova.

### Alimentazione
Come tutte le specie di Cyclura, Cyclura rileyi è essenzialmente erbivora e consuma foglie, fiori e frutti di 7 specie di piante diverse, tra cui Rachicallis americana e Opuntia stricta. Questa dieta viene molto raramente integrata con larve di insetto, granchi, limacce, carogne di uccello e funghi.
Uno studio condotto nel 2000 dalla dottoressa Allison Alberts allo zoo di San Diego ha rivelato che questi animali partecipano alla dispersione dei semi di numerose piante, e che i semi che sono passati attraverso il loro tratto digerente germinano più rapidamente degli altri. I semi contenuti nei frutti consumati dalle iguane godono di un reale vantaggio adattativo, in quanto germinano prima della fine della breve stagione delle piogge. Cyclura rileyi rappresenta inoltre un ottimo sistema di dispersione dei semi, soprattutto quando le femmine migrano verso i siti di nidificazione, ed essendo i più grandi erbivori del loro ecosistema insulare sono essenziali per mantenere un equilibrio tra il clima e la vegetazione.
Come le altre lucertole erbivore, Cyclura rileyi deve fronteggiare un problema di osmoregolazione: la materia vegetale contiene più potassio e meno sostanze nutritive rispetto alla carne, e gli animali devono quindi consumarne grandi quantità per soddisfare il loro fabbisogno metabolico. A differenza di quelli dei mammiferi, i reni dei rettili non possono concentrare la loro urina per conservare l'acqua corporea. Al contrario i rettili espellono attraverso la loro cloaca degli acidi urici tossici. Nel caso di Cyclura rileyi, che consuma molti vegetali, l'eccesso di ioni salini viene espulso attraverso una ghiandola del sale, allo stesso modo degli uccelli.

### Ciclo vitale
La femmina diviene sessualmente matura quando raggiunge una lunghezza di 20 cm, coda esclusa, e un peso di circa 300 g. I maschi, invece, divengono maturi dopo aver raggiunto dimensioni leggermente superiori, verso i 7 anni di età.
L'accoppiamento ha luogo in maggio e giugno, e la specie è poligama. Maschi e femmine sono stati visti copulare con più partner, ma sono stati osservati anche numerosi accoppiamenti con lo stesso partner. La specie è ovipara e ogni covata è costituita da 3 a 10 uova, deposte in giugno o luglio in nidi scavati nel terreno ed esposti al sole. I nuovi nati emergono dalla galleria che funge loro da nido in settembre e ottobre.

## Distribuzione e habitat

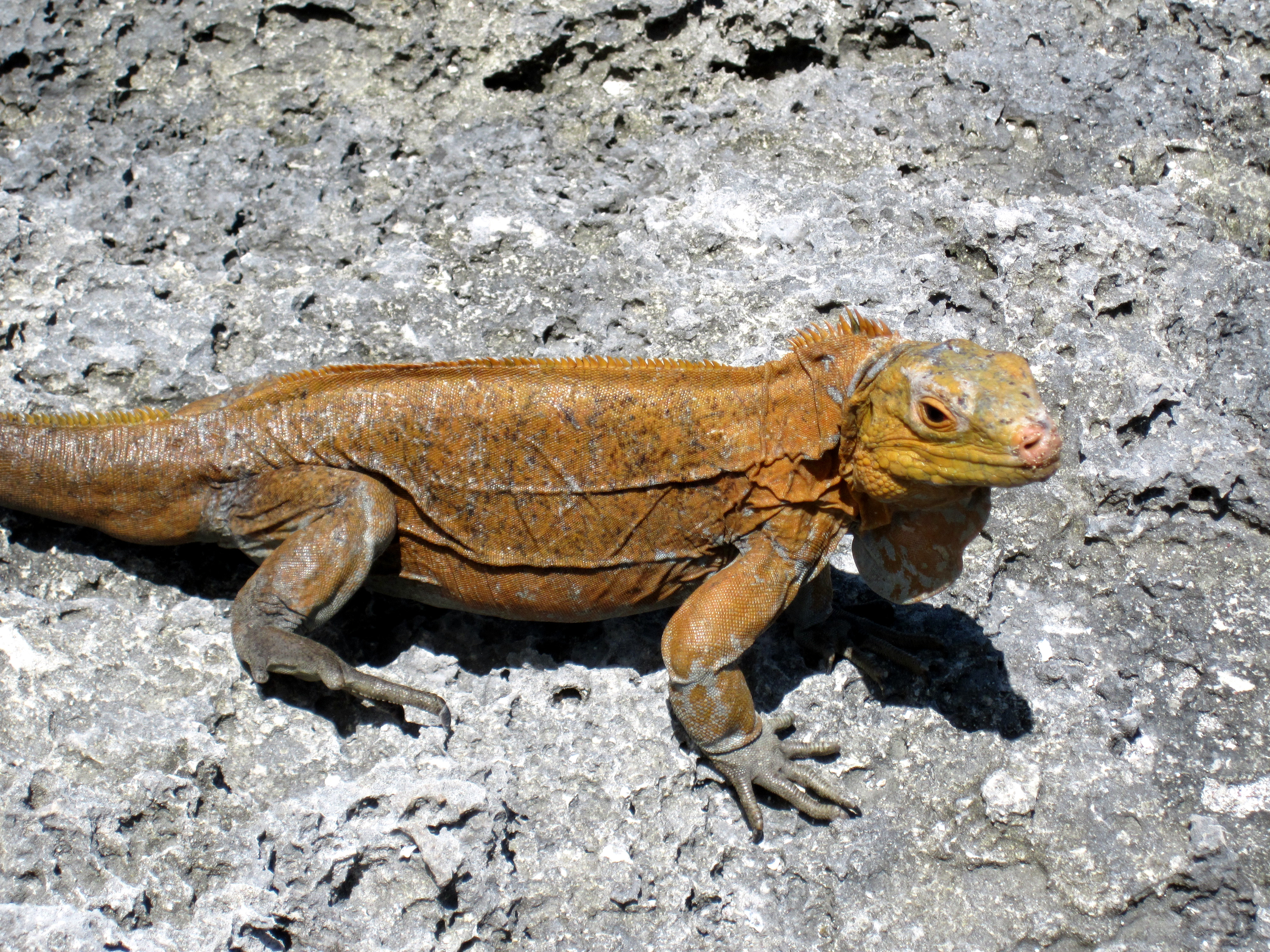
Cyclura rileyi rileyi a Green Cay, al largo di San Salvador.

Questa specie è endemica delle Bahamas. Presente un tempo su tutte le grandi isole dell'arcipelago, ne rimangono attualmente non più di 6 popolazioni che vivono su piccoli cays in seno a tre gruppi di isole: Acklins, San Salvador e isole Exumas. A San Salvador, le iguane popolavano in passato l'isola principale, ma oggi sono relegate su due cays, Guana Cay e Pigeon Cay, oltre che su quattro cays molto piccoli situati al largo di San Salvador (Goulding, Green, Low e Manhead). Nel 2005, 10 esemplari furono trasferiti da Green Cay alla vicina Cut Cay per creare una nuova popolazione. Nelle isole Exumas quest'iguana si incontra solamente a White Cay, e nelle isole Acklins è presente a Fish Cay e North Cay.
Uno studio del 1995 ha stimato che in natura rimarrebbero tra i 426 e i 639 esemplari, e da allora tale numero dovrebbe verosimilmente essere ancora più basso, soprattutto dopo che l'uragano Floyd distrusse una parte dell'habitat di questi animali. I tre gruppi di isole, ognuno dei quali con la propria sottospecie, sono situati su tre banchi diversi, e non erano collegati al momento dell'ultima era glaciale, quando il livello del mare era più basso di 100 m rispetto ad oggi.
Questa specie può adattarsi a vari habitat, come zone rocciose, dune di sabbia, macchie costiere e formazioni di mangrovie, ma ha bisogno della presenza di zone esposte al sole dal terreno mobile e sabbioso per poter scavare il nido.

## Tassonomia
Cyclura rileyi è una specie di lucertola minacciata del genere Cyclura della famiglia degli Iguanidi. Venne descritta per la prima volta da Leonhard Hess Stejneger nel 1902.
Il nome del genere Cyclura deriva dal greco antico cyclos (κύκλος) che significa «circolare» e ourá (οὐρά) che significa «coda», e fa riferimento ai grandi anelli ben visibili sulla coda di tutti i rappresentanti di questo genere. L'appellativo specifico, rileyi, è una forma latinizzata del nome del biologo americano Joseph Harvey Riley, in onore del quale la specie è stata battezzata.
Nel 1975, oltre a quella nominale, furono identificate due nuove sottospecie, C. r. nuchalis e C. r. cristata, precedentemente considerate specie a parte. Queste sottospecie rappresentano assieme una delle specie di iguana del genere Cyclura più minacciate dei Caraibi, e ben due di esse sono considerate in pericolo critico dalla IUCN.
Ecco la lista delle sottospecie secondo Reptarium Reptile Database:
- Cyclura rileyi cristata Schmidt, 1920 - isole Exumas;
- Cyclura rileyi nuchalis Barbour & Noble, 1916 - Acklins;
- Cyclura rileyi rileyi Stejneger, 1903 - San Salvador.

## Conservazione
Fin dal periodo coloniale, gli abitanti indigeni delle isole su cui viveva quest'iguana davano lei la caccia per la sua carne e per farne un'offerta nei riti funerari, ma il vero e proprio declino della specie è legato alla deforestazione per far spazio a piantagioni e all'introduzione di specie aliene sulle isole. I ratti neri, procioni, cani, manguste, cinghiali e gatti introdotti sulle isole hanno fatto scendere notevolmente il numero delle iguane a causa della predazione. Inoltre, l'arrivo della larva della falena Cactoblastis cactorum nei Caraibi ha provocato un calo dei cactus del genere Opuntia, un'importante fonte di cibo per le iguane. La popolazione di Guana Cay si è attualmente ridotta a 24 esemplari.
Tra le altre minacce individuate ricordiamo il danneggiamento dei nidi calpestati dai turisti, le malattie legate al consumo di rifiuti umani e il bracconaggio per alimentare il mercato di animali domestici esotici. Nonostante i regolamenti relativi alla vendita di questa specie protetta, è molto difficile contrastare questo mercato; per esempio, nel 2014 la polizia britannica ha sequestrato un lotto di 12 Cyclura rileyi proveniente dalle Bahamas. Se non vi sarà un trasferimento di geni tra gli esemplari di cays diversi, anche la consanguineità, col tempo, rischia di divenire un problema.
Attualmente, al di fuori delle Bahamas, non esiste alcun programma di allevamento in cattività. Il governo delle Bahamas ha rifiutato la possibilità che alcune iguane possano essere esportate al di fuori delle isole. Tuttavia, gli Ardastra Gardens di Nassau (sull'isola di New Providence, Bahamas) ospitano due giovani e stanno progettando di mettere all'opera un programma di allevamento in cattività. Inoltre, viene condotta una campagna di sensibilizzazione per informare il grande pubblico sulla situazione di questa lucertola endemica.